# Джулія (фільм)
«Джулія» (англ. «Julia») — американський художній фільм 1977 року, режисера Фреда Циннеманна за адаптованим сценарієм Елвіна Сарджента. В основу фільму покладено розділ зі спогадів американської письменниці Лілліан Геллман «Пентіменто». Розповідає про стосунки письменниці з подругою дитинства — Джулією, яка напередодні Другої світової війни боролася проти нацистів. Фільм був номінований на Оскар в одинадцяти категоріях, у тому числі за найкращий фільм, і виграв три з них. Фільм також здобув дві премії «Золотий Глобус» і чотири премії БАФТА.

## Сюжет
Джулія (Ванесса Редгрейв) і Лілліан (Джейн Фонда) — подруги дитинства. Джулія родом з багатої єврейської сім'ї, виховувалася в США у бабусі й дідуся. Між дівчатками були тісні стосунки, однак пізніше життя розлучило їх. Захоплюючись літературою, Лілліан зближується з письменником Дешиллом Гемметтом, а Джулія, студентка-медик, випускниця Оксфорду, вирушає в Австрію, де вливається в боротьбу з нацизмом. Внаслідок сутичок із прихильниками Гітлера отримує поранення, займається доставкою фінансів для боротьби з нацизмом.
Під час однієї з зустрічей подруг Лілліан дізнається, що в Джулії є дитина. Згодом Джулія гине за нез'ясованих обставин, а Лілліан прагне віднайти її дитину…

## Нагороди
- 1977 — «Оскар» — Найкраща чоловіча роль другого плану — Джейсон Робардс
- 1977 — «Оскар» — Найкраща жіноча роль другого плану — Ванесса Редгрейв
- 1977 — «Оскар» — Найкращий сценарій-адаптація — Елвін Сарджент
- 1977 — «Золотий глобус» — Найкраща жіноча роль в художньому фільмі (драма) — Джейн Фонда
- 1977 — «Золотий глобус» — Найкраща жіноча роль другого плану в художньому фільмі — Ванесса Редгрейв
- 1978 — БАФТА — Найкращий фільм
- 1978 — БАФТА — Найкраща жіноча роль — Джейн Фонда
- 1978 — БАФТА — Найкраща операторська робота — Дуглас Слоком
- 1978 — БАФТА — Найкращий сценарій — Елвін Сарджент

## Цікаві факти
- В цьому фільмі вперше на екрані появилися Меріл Стріп і Ліза Пелікан.
- Фігура, в риболовному човні на початку і наприкінці фільму, належить Лілліан Геллман, хоча за кадром звучить голос Джейн Фонди.
- Лілліан Геллман стверджувала, що в основу сюжету покладена реальна історія, однак творці фільму згодом стверджували що переважна більшість сцен насправді вигадані авторкою події.